# Kris Wu
Kris Wu, pseudonimo di Wu Yifan (caratteri cinesi: 吴亦凡; pinyin: Wú Yìfán; Canton, 6 novembre 1990), è un cantante e attore cinese naturalizzato canadese.

## Biografia
Nato e cresciuto a Canton (Cina), all'età di dieci anni si è trasferito con la madre a Vancouver (Canada). Circa cinque anni dopo, quando aveva quindici anni, è tornato in Cina per formarsi artisticamente e a sedici anni ha passato l'audizione per la S.M. Entertainment, trasferendosi perciò per motivi professionali in Corea del Sud.
Nel 2012 è entrato a far parte della boy band EXO, formatasi appunto in Corea del Sud. Nel 2014 ha voluto lasciare il gruppo per dedicarsi all'attività solista e al debutto attoriale.
Nel 2015 esordisce come attore nel film Yǒu Yīgè Dìfāng Zhǐyǒu Wǒmen Zhīdào diretto da Xu Jinglei. Appare in seguito nel film Mr. Six di Guan Hu, presentato fuori concorso alla 72ª Mostra internazionale d'arte cinematografica di Venezia.
Nel 2017 appare per la prima volta in film di produzione statunitense, ottenendo un ruolo per xXx - Il ritorno di Xander Cage. Per la colonna sonora di questo film realizza anche il brano Juice.
Nel febbraio 2017 rappresenta la Cina ai Grammy Awards 2017.
Recita diretto da Luc Besson nel film Valerian e la città dei mille pianeti.

## Controversie
Nel 2021 è stato arrestato per abuso minorile, in seguito ad accuse di molestie sessuali. Giudicato colpevole, è stato condannato a 13 anni di carcere.

## Filmografia

### Drama televisivi
- The Golden Hairpin (青簪行) - serie TV (2021)
- The Assassin of the Tang Dynasty (刺唐) - serie TV (2022)
- The Founding of a Republic (建国大业) - serie TV (?)

### Film
- I AM., regia di Choi Jin-seong (2012)

- Somewhere Only We Know (有一個地方只有我們知道), regia di Xu Jing Lei (2015)
- Mr. Six (老炮儿), regia di Fei Zhen Xiang (2015)
- The Mermaid (美人鱼), regia di Stephen Chow (2016)
- Never Gone (致青春·原来你还在这里), regia di Zhou Tuo Ru (2016)
- Sweet Sixteen (夏有乔木雅望天堂), regia di Jo Jin-kyu (2016)
- L.O.R.D.: Legend of Ravaging Dynasties (爵迹), regia di Edward Guo (2016)
- Journey to the West: The Demons Strike Back (西游降魔篇 2), regia di Tsui Hark (2017)
- xXx - Il ritorno di Xander Cage (xXx: Return of Xander Cage), regia di D. J. Caruso (2017)
- Europe Raiders (欧洲攻略), regia di Jingle Ma (2018)
- Eternal Love (贰叁) (2019)
- Journey to the West (敢问路在何方) (2019)
- L.O.R.D: Legend of Ravaging Dynasties 2 (爵迹2), regia di Edward Guo (2020)
- (繁花), regia di Wong Kar Wai (2021)
- Imperial Exam (状元图) (?)

### Speciali
- The Miracle (기적) (2013)

### Programmi televisivi
- Music Station (ミュージックステーション) - programma televisivo (2012)
- Let's Go! Dream Team Season 2 (출발 드림팀 - 시즌 2) - programma televisivo (2012)
- After School Club - programma televisivo, episodio 9 (2013)
- Hello Counselor (안녕하세요 시즌1) - programma televisivo, episodio 171 (2013)
- Weekly Idol (주간 아이돌) - programma televisivo, episodi 103, 108 (2013)
- A Song For You 1 - programma televisivo, episodi 1-2 (2013)
- Infinite Challenge (무한도전) - programma televisivo, episodi 345, 366 (2013, 2014)
- Running Man (런닝맨) - programma televisivo, episodi 171-172 (2013)
- Exo's Showtime (EXO's 쇼타임) - programma televisivo (2013-2014)
- Exo Oven Radio (오븐라디오-엑소) - programma televisivo, episodi 3, 5 (2013)
- Our Neighborhood Arts and Physical Education (우리동네 예체능) - programma televisivo, episodio 38 (2013)
- EXO's First Box - programma televisivo (2014)
- Hot Moment xoxo EXO (뜨거운 순간 엑소) - programma televisivo, episodi 1-3 (2014)
- Roommate (룸메이트) - programma televisivo, episodio 2 (2014)
- Happy Camp (快乐大本营) - programma televisivo, episodi 887, 1052, 1173 (2014, 2017, 2019)
- Challenger's Alliance (挑战者联盟) - programma televisivo (2015)
- Star Talk (bilibili星访问) - programma televisivo (2016)
- Day Day Up (天天向上) - programma televisivo, episodio 392 (2016)
- Trump Card (王牌对王牌) - programma televisivo, episodio 1 (2016)
- Challenger's Alliance 2 (挑战者联盟) - programma televisivo, episodi 4-5, 9 (2016)
- 72 Floors of Mystery (七十二层奇楼) - programma televisivo (2017)
- The Rap of China (中国有嘻哈) - programma televisivo (2017)
- The Rap of China 2 (中国新说唱) - programma televisivo (2018)
- Super Penguin League (超级企鹅联盟) - programma televisivo (2018)
- The Next Top Bang (中国梦之声·下一站传奇) - programma televisivo (2018-2019)
- Back to Field 3 (向往的生活) - programma televisivo, episodi 6-8 (2019)
- The Rap of China 3 (中国新说唱) - programma televisivo (2019)
- Fourtry (潮流合伙人) - programma televisivo (2019-2020)
- Chuang 2020 (创造营2020) - programma televisivo, episodio 3 (2020)
- The Rap of China 4 (中国新说唱) - programma televisivo (2020)